# Jahnsite-(CaMnMn)
La jahnsite-(CaMnMn) è un minerale appartenente al gruppo della jahnsite.